# Willem Frans de Vreeze
Willem Frans de Vreeze (Sloten, 31 augustus 1937) is een Nederlands politicus van de KVP en later het CDA.
Hij was als commies/eerste ambtenaar werkzaam bij de gemeente Eenrum. Hij was als hoofdcommies werkzaam op de gemeentesecretarie van Nibbixwoud voor hij in 1968 benoemd werd tot de gemeentesecretaris van zowel Leimuiden als Rijnsaterwoude. In september 1972 volgde zijn benoeming tot burgemeester van Warmond en vanaf 1976 was hij daarnaast dijkgraaf van het Waterschap Haarlemmermeerpolder en na de fusie werd hij de dijkgraaf van het Waterschap Groot-Haarlemmermeer. In november 1980 werd De Vreeze de burgemeester van Leidschendam en kort daarna gaf hij zijn functie als dijkgraaf op. Hij zou in Leidschendam tot zijn vervroegde pensionering in oktober 1997 burgemeester blijven. Daarna was hij nog tot oktober 2001 (interim-)dijkgraaf van het hoogheemraadschap van de Krimpenerwaard.